# 導火
「導火」（どうか）は、日本の音楽プロジェクト、月詠みの配信シングル。2024年4月17日発売。

## 概要
前作「生きるよすが (Acoustic Ver.)」以来5ヶ月ぶりとなるシングル。月詠み 2nd Story『それを僕らは神様と呼ぶ』のChapter:003をもとに制作された楽曲である。また、本作はアニメPV『デュエル・マスターズ Special Movie』の主題歌として使用された。

## 収録曲
| #  | タイトル | 作詞           | 作曲           | 編曲                     | 時間 |
| -- | -------- | -------------- | -------------- | ------------------------ | ---- |
| 1. | 「導火」 | ユリイ・カノン | ユリイ・カノン | ユリイ・カノン、廣澤優也 | 3:29 |

## タイアップ
アニメPV『デュエル・マスターズ Special Movie』主題歌

### 動画
1. ↑  “デュエル・マスターズ Special Movie「導火」”. YouTube. デュエチューブ-DM公式- (2024年3月31日). 2024年11月17日閲覧。